# سامسونگ ان‌ایکس۲۰
سامسونگ ان‌ایکس۲۰ (به انگلیسی: Samsung NX20) یک دوربین عکاسی ساخت شرکت سامسونگ است.